# Jaakko Gauriloff

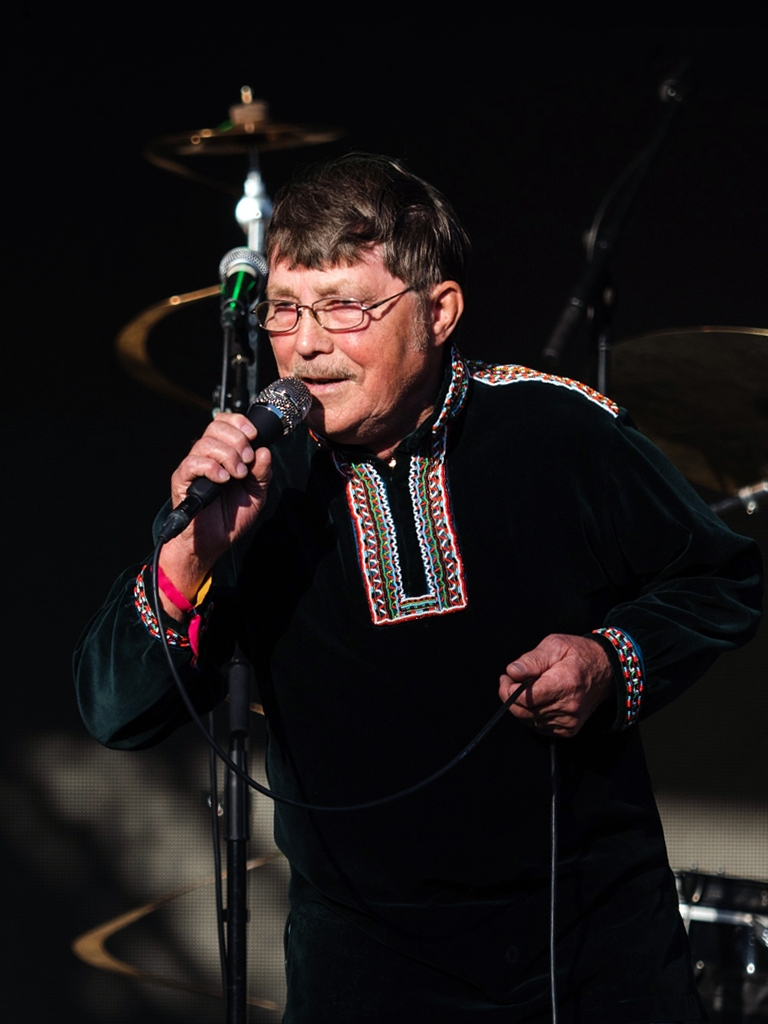

Jaakko Gauriloff (Suonikylä, Petsamo, marzo del 1939) es un cantante skolt sami de música Schlager.

## Biografía
Nacido poco después de comenzar la Guerra de Invierno, su familia tuvo que ser evacuada y para salvarlo lo metieron en un trineo tirado por un reno. Con el ruido, el reno se asustó y se precipitaron por una montaña de nieve, pero el niño no se despertó, y la evacuación a Oulu pudo comenzar. La familia más tarde volvió a Petsamo, y tras la Guerra de Continuación en 1944, fue evacuada de nuevo, pero sus padres se negaron a irse al área Sevettijärvi de Inari y en 1956 recibieron una casa en Nilijärvi cerca de Nellim.
Gauriloff se interesó por la música en la década de 1950 mientras escuchaba discos de Olavi Virta y Veikko Tuomi en casa. Comenzó a cantar a los 15 años y ganó un concurso de música Schlager de Sodankylä en 1961. En 1964 quedó tercero en el Campeonato Nacional de Finlandia de canto vocal. En los años 1970, se mudó a Rovaniemi y formó una banda llamada Kaamos. Más tarde, empezaría a salir por televisión, y actuó con Nils-Aslak Valkeapää y Åsa Blind.
Gauriloff trabajó durante mucho tiempo como artista provincial y recorrió varios sitios con Ilpo Saastamoinen. Ha grabado además para la Universidad de Tromsø.

## Álbumes
- De čábba niegut runiidit (1976)
- Kuäʹckkem suäjai vueʹlnn (1992)
- Finlande (2002)
- Luommum mäʹdd (2005)
- Tuõddri tuõkken (2009)